# Trâu Bảo Yên

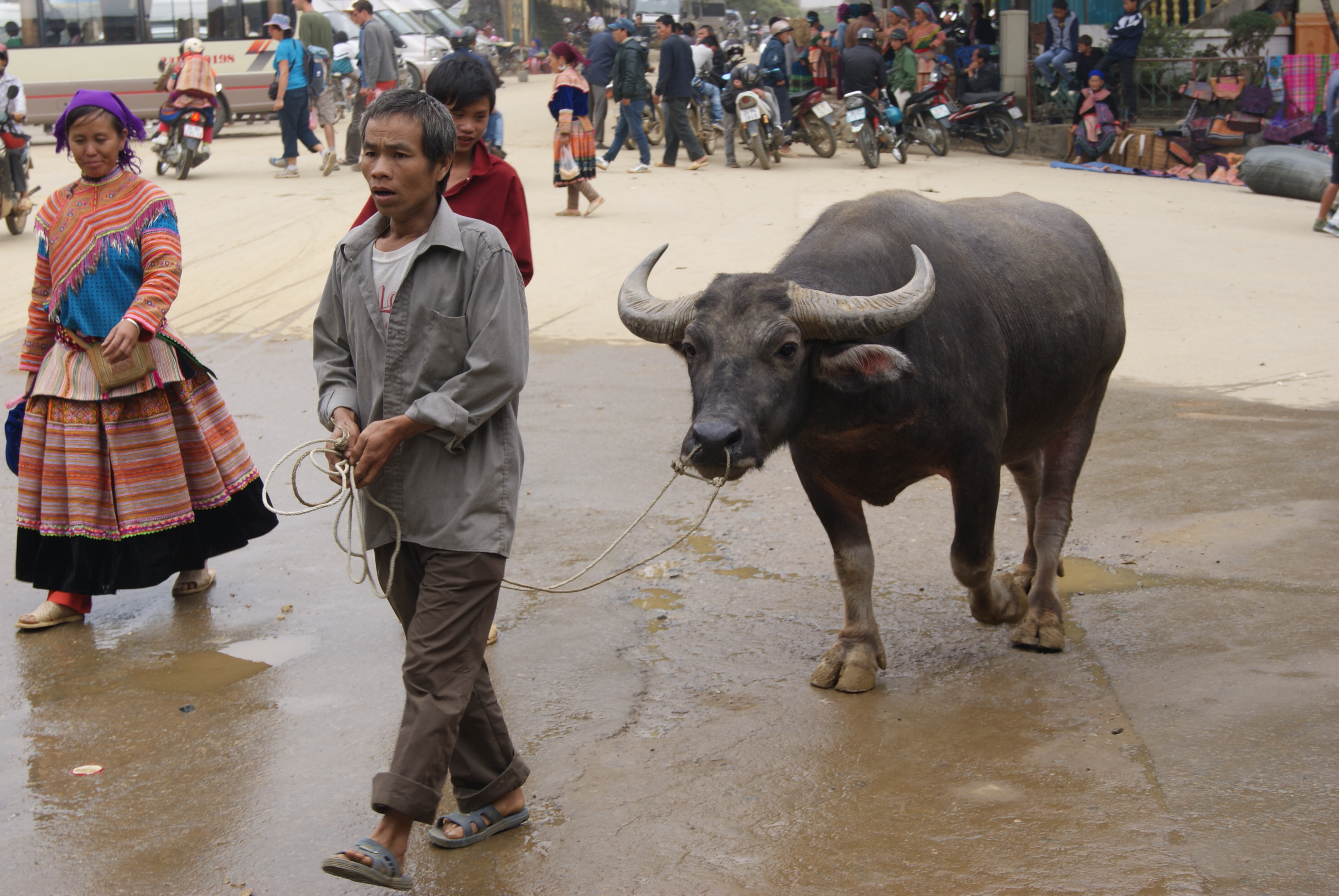
Một con trâu ở Sapa

Trâu Bảo Yên là những giống trâu được nuôi tại huyện Bảo Yên thuộc tỉnh Lào Cai, nơi được coi là vùng trâu giống Quốc gia của Việt Nam. Trâu Bảo Yên đã được cấp văn bằng bảo hộ chỉ dẫn địa lý tại Việt Nam.